# Carlo Gerosa
Pour les articles homonymes, voir Gerosa (homonymie).
Carlo Gerosa (né le 30 novembre 1964 à Seriate) est un ancien skieur alpin italien.

## Palmarès

### Coupe du monde
- Meilleur classement final : 33e en 1992.
- Meilleur résultat : 5e.